# Philippe Pozzo di Borgo

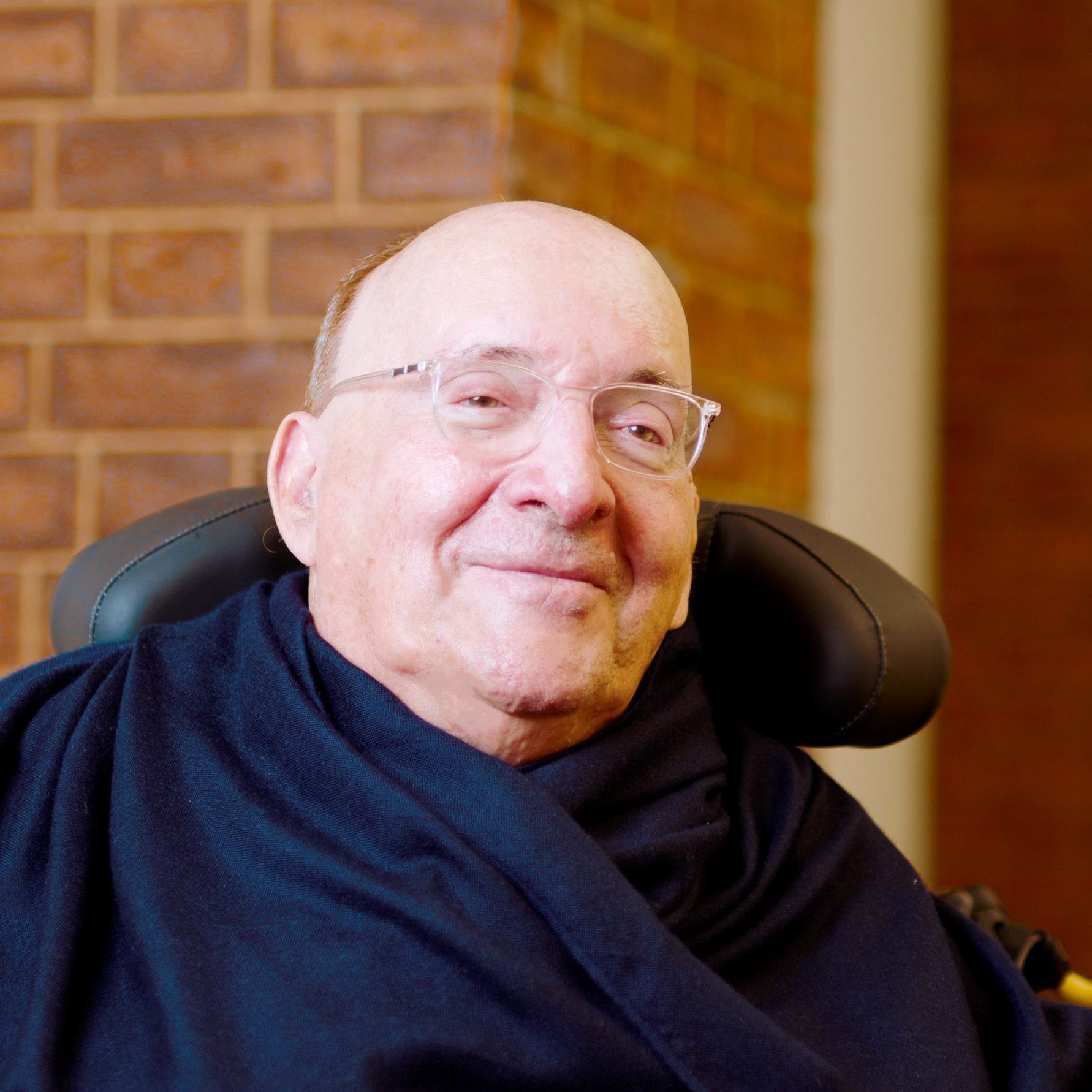
Philippe Pozzo di Borgo, 2022

Philippe Pozzo di Borgo (* 14. Februar 1951 in Tunis, Französisches Protektorat Tunesien; † 1. Juni 2023 in Marrakesch, Marokko) war ein französischer Unternehmer. Seit einem Unfall beim Gleitschirmfliegen 1993 war er querschnittgelähmt. Seine Lebensgeschichte ist die Grundlage der Filme Ziemlich beste Freunde und Mein Bester & Ich.

## Leben
Philippe Pozzo di Borgo entstammte einem korsisch-französischen Adelsgeschlecht. Die Familie hatte sowohl ein Stadtpalais in Paris – ein Hôtel particulier im 7. Arrondissement, das jahrelang an den Modeschöpfer Karl Lagerfeld vermietet war und 2009 an das afrikanische Land Gabun verkauft wurde – als auch ein Schloss auf Korsika, das seit den 2000ern der Regierung des Département Corse-du-Sud gehört.
Ab 1984 arbeitete Pozzo di Borgo in verschiedenen Positionen für den Luxusgüterkonzern LVMH und wurde nach der Übernahme von Pommery durch LVMH im Jahr 1991 zum Geschäftsführer des Champagnerhauses ernannt. Bereits sein Großvater Robert-Jean de Vogüé war als Geschäftsführer von Moët & Chandon in der Champagner-Branche aktiv gewesen.
Bei einem schweren Unfall mit einem Gleitschirm in den Alpen Savoyens am 23. Juni 1993 wurde er vollkommen bewegungsunfähig, er litt an einer Tetraplegie. Seine erste Frau Béatrice, mit der er zwei Kinder bekam, starb drei Jahre nach seinem Unfall an einem Krebsleiden. Ihr Tod stürzte ihn in eine Depression, die er auch mit Hilfe seines Pflegers, des algerischstämmigen Abdel Yasmin Sellou, überwand. Diese Zeit schilderte Pozzo di Borgo in seinem Buch Le Second souffle; dieses war Grundlage für den 2011 erschienenen Film Intouchables mit den Schauspielern François Cluzet und Omar Sy. Der deutsche Titel lautet Ziemlich beste Freunde. Die Autobiografie wurde international mehrfach neuverfilmt.
Pozzo di Borgo war zum zweiten Mal verheiratet. Er lebte mit seiner Frau Khadija und den zwei gemeinsamen Töchtern abwechselnd im Schloss seiner Familie aus den 1890er Jahren in Dangu in der Normandie, das ihm und seinen Geschwistern gehörte, und in Essaouira an der Atlantikküste in Marokko. Pozzo di Borgo starb im Juni 2023 im Alter von 72 Jahren in Marrakesch.

## Auszeichnungen
- 2012: Chevalier der Ehrenlegion
- 2012: German Paralympic Media Award

## Veröffentlichungen
- 2001: Le Second souffle. Bayard Éditions, Montory, ISBN 2-227-13942-0.
  - 2011: Neue und erweiterte Auflage: Le second souffle: suivi du diable gardien. Bayard Éditions, Montory, ISBN 978-2-227-48337-8.
  - 2012: deutsch von Bettina Bach: Ziemlich beste Freunde. Das zweite Leben des Philippe Pozzo di Borgo. Hanser, München, ISBN 978-3-446-24044-5 (Platz 1 der Spiegel-Bestsellerliste vom 16. April bis zum 6. Mai und vom 21. Mai bis zum 3. Juni 2012).
- 2012: Zusammen mit Laurent de Cherisey und Jean Vanier: Ziemlich verletzlich, ziemlich stark: Wege zu einer solidarischen Gesellschaft. Hanser, Berlin, ISBN 978-3-446-24155-8.
- 2015: Toi et moi, j’y crois. Bayard Éditions, Montory, ISBN 978-2-227-48755-0.
  - 2015: deutsch von Bettina Bach: Ich und Du. Mein Traum von Gemeinschaft jenseits des Egoismus. Hanser, München 2015, ISBN 978-3-446-24945-5.

## Fernsehdokumentation
- Ziemlich beste Freunde. Was im Leben wirklich zählt. 4. Dezember 2012, 22.15 Uhr, Zweites Deutsches Fernsehen (ZDF), 30 min.[4][5]